# The Help (film)
The Help is een Amerikaanse film uit 2011 van Tate Taylor, gebaseerd op het boek Een keukenmeidenroman (2009) door Kathryn Stockett.

## Verhaal
Het jaar is 1963. Aibileen Clark (Viola Davis) is een 50-jarige Afro-Amerikaanse vrouw in dienst van een blanke familie in Jackson, Mississippi. Het grootste deel van haar leven heeft ze besteed aan het opvoeden van blanke kinderen. Ze heeft recent haar eigen zoon verloren. Aibileen Clark werkt voor de familie Leefolt, maar zorgt met name voor Mae Mobley (Emma/Eleanor Henry), de tweejarige dochter van Raleigh en Elizabeth Leefolt (Ahna O'Reilly). Na de geboorte van Mae Mobley ontwikkelde Elizabeth een post-partumdepressie, waardoor zij vrijwel niet meer naar haar dochter omkijkt. Clarks beste vriendin is Minny Jackson (Octavia Spencer), ook een Afro-Amerikaanse bediende, die een lange tijd voor Hilly Holbrook's (Bryce Dallas Howard) moeder, Mrs. Walters (Sissy Spacek), heeft gewerkt. Minny is een fenomenale kok, maar heeft een uitgesproken karakter, waardoor ze al vaak ontslagen is.
Eugenia "Skeeter" Phelan (Emma Stone) is een jonge blanke vrouw, die na haar afstuderen aan de Universiteit van Mississippi weer in haar ouderlijk huis is ingetrokken. Hier komt zij tot de ontdekking dat haar favoriete bediende, Constantine (Cicely Tyson), ontslag heeft genomen. Skeeter is sceptisch, omdat ze ervan overtuigd is dat Constantine haar geschreven zou hebben.
Skeeter's moeder Charlotte (Allison Janney) onthult uiteindelijk dat zij Constantine ontslagen heeft. Ze vindt de geschokte reactie van haar dochter erg overdreven en weigert haar de reden van ontslag te vertellen.
Terwijl Skeeters vriendinnen allemaal getrouwd zijn en zich bezighouden met kinderen krijgen, heeft Skeeter de ambitie om schrijfster of journaliste te worden. Ze weet een baantje te krijgen als 'homemaker hints' columniste in de lokale krant en vraagt Aibileen om hulp bij het beantwoorden van de huishoudelijke vragen. Skeeter begint zich ongemakkelijk te voelen bij de minachtende houding die haar vriendinnen, vooral Hilly Holbrook, aannemen tegenover hun bediendes. In de overtuiging dat gekleurde mensen ziektekiemen met zich meedragen, probeert Hilly alle blanke huishoudens zover te krijgen dat ze een apart toilet installeren voor hun zwarte bediendes.
Terwijl discriminatie in het Mississippi van de jaren 60 heel normaal is, heeft Skeeter als een van de weinigen een afwijkende mening. Ze besluit een boek te schrijven, The Help, vanuit het oogpunt van de zwarte bediendes, gebaseerd op hun levens. Aanvankelijk zijn de vrouwen nogal terughoudend om mee te werken omdat ze bang zijn om hun baan te verliezen. Aibileen is de eerste die bereid is haar verhalen te delen met Skeeter, omdat ze Hilly's idee gehoord heeft en bang is dat de kinderen die zij (Aibileen) helpt opvoeden hetzelfde zullen worden als hun ouders.
Ondertussen wordt Minny ontslagen door Hilly, omdat ze tijdens een tornado niet naar buiten durft te gaan om gebruik te maken van haar 'eigen' toilet. Hilly verspreidt verhalen over Minny, zodat zij amper een nieuwe baan kan krijgen. Minny's oudste dochter moet stoppen met school en ook gaan werken als bediende om het gezin te kunnen onderhouden. Na verloop van tijd weet Minny toch een baan te vinden bij de arbeidersklasse verstoteling Celia Foote (Jessica Chastain), die getrouwd is met de rijke Johnny Foote (Mike Vogel), de ex-vriend van Hilly Holbrook, die nog steeds gevoelens voor hem heeft. Minny wil eerst haar verhalen niet delen met Skeeter, maar verandert later toch van gedachten.
Skeeter stuurt een eerste versie van haar werk naar Elaine Stein (Mary Steenburgen), een uitgeefster in New York. Die is enthousiast, maar vindt wel dat meer bediendes hun verhalen moeten delen voordat het boek uitgegeven kan worden. Het is echter onmogelijk voor Skeeter om bediendes te vinden die hun verhaal willen doen, tot de moord op Medgar Evers, een activist voor gelijke rechten voor zwarten, en de arrestatie van Yule May Davis (Aunjanue Ellis), Hilly's nieuwste bediende, die een ring gestolen heeft om te kunnen betalen voor de opleiding van haar tweelingzoons. Plotseling zijn meer dan dertig bediendes bereid hun levensverhaal te vertellen.
Elaine Stein vraagt Skeeter om ook een persoonlijk verhaal te delen in het boek en Skeeter gaat naar haar moeder om uit te vinden wat er nu echt met Constantine gebeurd is. Ze komt erachter dat Constantine geen ontslag heeft genomen, maar door Charlotte ontslagen is onder druk van de andere vrouwen. Als Skeeter besluit dat ze naar Constantine toe wil, vertelt Charlotte dat Skeeters broer al naar Chicago gegaan is, waar Constantine bij haar dochter zou gaan wonen, om tot de ontdekking te komen dat ze niet lang na het vertrek uit Jackson overleden is.
Het boek wordt geaccepteerd voor publicatie en is een groot succes. Skeeter deelt de opbrengst van de verkoop van het boek met alle vrouwen die een bijdrage geleverd hebben en krijgt een baan aangeboden in New York. Haar vriend, die een totaal andere mening heeft over de bediendekwestie, maakt het uit en noemt Skeeter een egoïst. Hilly komt op het idee om Aibileen ontslagen te krijgen door haar te beschuldigen van het stelen van zilveren bestek. Aibileen vertelt Hilly de waarheid en noemt haar een goddeloze vrouw. Ze verlaat het gezin, nagekeken door Mae Mobley, het meisje waar ze de laatste jaren voor gezorgd heeft. Skeeter verlaat Jackson om aan een nieuw leven in New York te beginnen.

## Rolverdeling
- Emma Stone - Eugenia 'Skeeter' Phelan
- Viola Davis - Aibileen Clark
- Octavia Spencer - Minny Jackson
- Bryce Dallas Howard - Hilly Holbrook
- Sissy Spacek - Mrs. Walters, Hilly's moeder
- Ahna O'Reilly - Elizabeth Leefolt, Aibileens werkgeefster
- Jessica Chastain - Celia Foote, Minny's werkgeefster nadat ze door Hilly ontslagen is
- Mike Vogel - Johnny Foote
- Allison Janney - Charlotte Phelan, Skeeters moeder
- Brian Kerwin - Robert Phelan, Skeeters vader
- Chris Lowell - Stuart Whitworth, Skeeters vriend
- Mary Steenburgen - Elaine Stein
- Leslie Jordan - Mr. Blackly